# Dmytro Tjyhrynskyj
Dmytro Anatoliyovytj Tjyhrynskyj (ukrainsk: Дмитро Анатолійович Чигринський, ses også gengivet Dmitro Chygrynskiy) (født 7. november 1986 i Izjaslav, Ukrainske SSR, Sovjetunionen) er en ukrainsk international fodboldspiller, som spiller for AEK Athen. Han har tidligere spillet for blandt andet Shakhtar Donetsk og FC Barcelona
Tjyhrynskyj var med til at vinde UEFA-cuppen med Shakhtar Donetsk, der også har deltaget i Champions League flere gange. Endvidere har Tjyhrynskyj været med på det ukrainske landshold i flere år.